# Punctodora ratzeburgensis
Punctodora ratzeburgensis är en rundmaskart som först beskrevs av Otto Friedrich Bernhard von Linstow 1876.  Punctodora ratzeburgensis ingår i släktet Punctodora och familjen Chromadoridae. Arten är reproducerande i Sverige. Inga underarter finns listade i Catalogue of Life.